# A-366,833
A-366,833 je lek koji je razvilo preduzeće Abbott. On deluje kao agonist na neuronskom nikotinskim acetilholinskim receptorima. Selektivan je za α4β2 podtip, i izučavan je za moguću primenu kao analgetik, mada nije uspešno prošao kroz klinička ispitivanja.